# Gomotartsi Knoll
Der Gomotartsi Knoll (englisch; bulgarisch Гомотарска могила Gomotarska mogila) ist ein felsiger, größtenteils vereister und 900 m hoher Berg an der Loubet-Küste des Grahamlands im Norden der Antarktischen Halbinsel. Er ragt 17,7 km ostsüdöstlich des Kap Bellue, 6,3 km westsüdwestlich des Rugg Peak und 7,78 km nordwestlich des Mount Lyttleton im südlichen Teil des Widmark-Piedmont-Gletscher auf der Strescher-Halbinsel auf.
Britische Wissenschaftler kartierten ihn 1976. Die bulgarische Kommission für Antarktische Geographische Namen benannte ihn 2015 nach der Ortschaft Gomotarzi im Nordwesten Bulgariens.